# De Berkenhorst (vakantiepark)

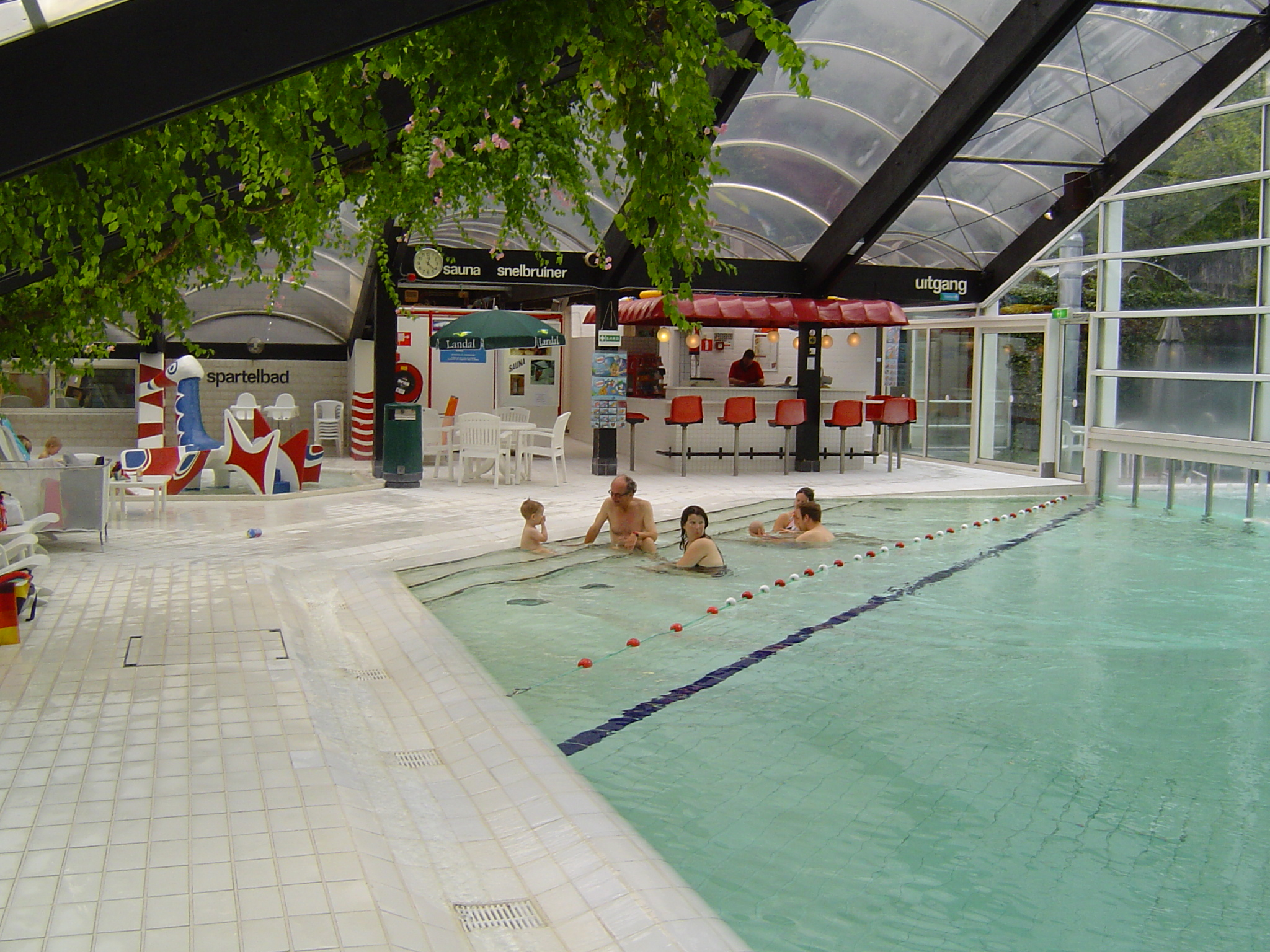
Binnenbad van de subtropische zwemtuin (1985 - 2024)

De Berkenhorst is een vakantiebungalowpark in Kootwijk op de Veluwe in de provincie Gelderland. Het werd in 1975 gesticht nabij natuurgebied het Kootwijkerzand, de grootste zandverstuiving van West-Europa. Naast een restaurant zijn er verscheidene sportfaciliteiten. De Berkenhorst telt 121 vakantiewoningen. 

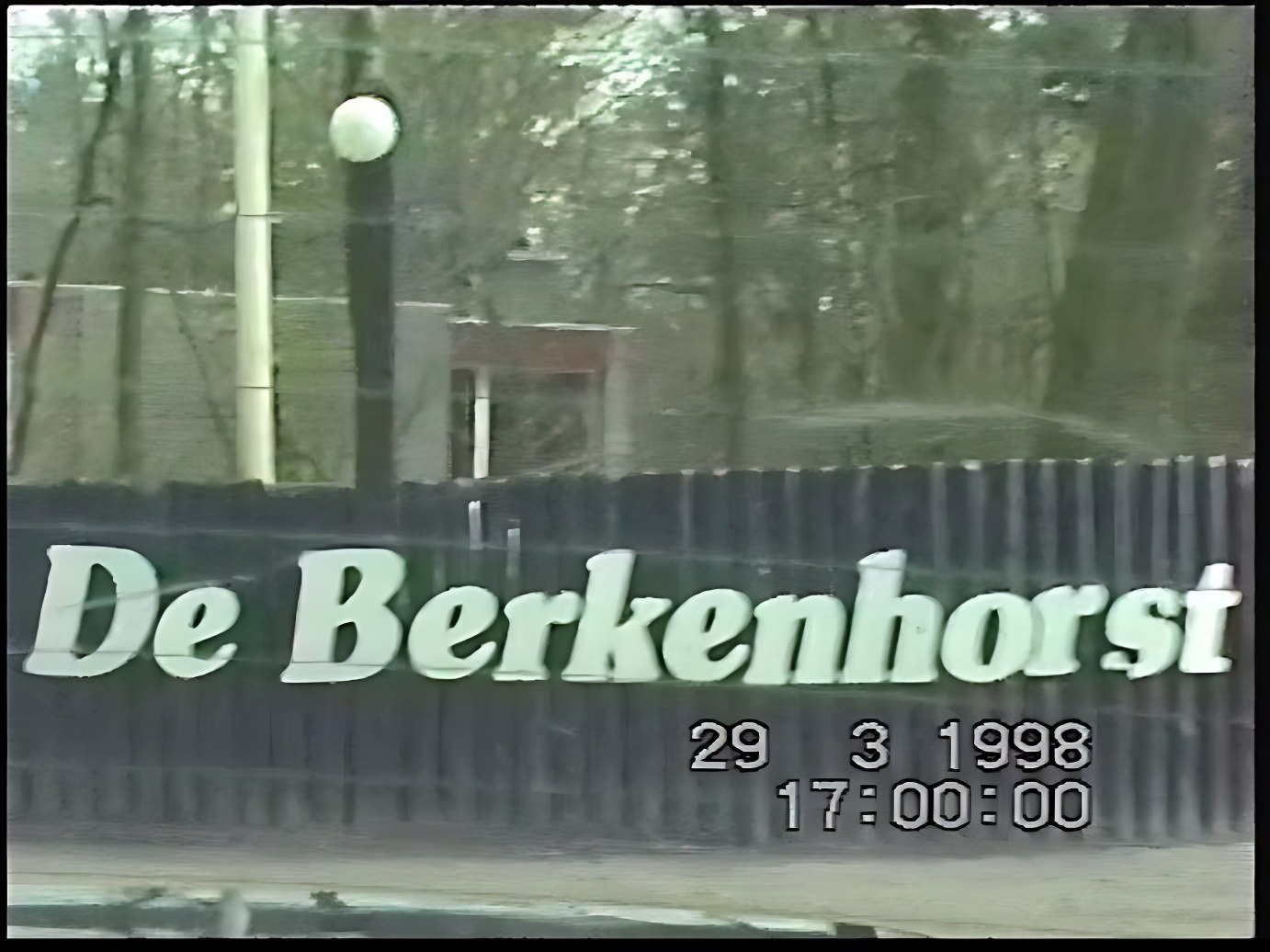
Het park was in 1998 onderdeel van Gran Dorado, maar de entree was nog uit de tijd en in de huisstijl van Sporthuis Centrum (voorafgaand aan 1986), voordat dit Center Parcs werd.

## Geschiedenis
Het park is in 1975 geopend als het vijfde park van Sporthuis Centrum, tegenwoordig Center Parcs. Met 7,5 hectare en ongeveer 100 bungalows was dit het kleinste park van Sporthuis Centrum, gericht op rustzoekers en natuurliefhebbers. Toen de keten in de jaren 80 subtropische zwemparadijzen introduceerde op alle parken, bleek De Berkenhorst daar te klein voor. Daarom werd gekozen voor een kleinere variant, de subtropische zwemtuin. Het zwembad kreeg geen golfslagbad, maar had wel een stroomversnelling, een buitenbad, een glijbaan, een bubbelbad, een kleuterbad en een sauna.
Vanwege een gebrek aan uitbreidingsmogelijkheden werd het park in 1990 verkocht aan Creatief Vakantieparken, dat in 1997 opging in Gran Dorado. In 2002 werd De Berkenhorst bij de fusie van Gran Dorado en Center Parcs verkocht aan Landal Greenparks. Naast de oorspronkelijke "Sporthuis Centrum"-bungalows van architect Jaap Bakema zijn er nieuwe vakantiewoningen gebouwd met meer vloeroppervlakte.
Van januari 2011 tot 2023 viel dit park onder Hogenboom Vakantieparken, onderdeel van Roompot Vakanties. Vanwege de fusie van Roompot met Landal GreenParks in 2023 moest Roompot meerdere parken afstoten. Hierdoor kwam het park opnieuw in andere handen. Sinds 2023 valt het onder Summio Parcs, een nieuwe bungalowparkketen van het internationale vakantieresortbedrijf Dormio.
In 2024 werd de subtropische zwemtuin op het vakantiepark definitief gesloten.